# El ansia de poder
El ansia de poder es una historieta de 1989 del dibujante de cómics español Francisco Ibáñez perteneciente a la serie de Mortadelo y Filemón.

## Sinopsis
El director general de la T.I.A. se va a retirar y va a nombrar un sucesor. Mortadelo, Filemón, Ofelia, Irma, Bacterio y el Súper intentarán por todos los medios ser la persona elegida. En esta historieta se suceden los peloteos hacia el director general, las mentiras, los sabotajes de unos contra otros, etc. Todos lucharán para conseguir el cargo. El final es totalmente inesperado.

## En otros medios
Ha sido adaptado al completo en el episodio de la serie de televisión sobre los personajes.
El final es ligeramente distinto en el episodio de la serie animada de 1994, ya que en el cómic el director elegido es Popeye y en el episodio es D'Artacan (de la serie D'Artacan y los tres mosqueperros).